# Sabicas
Sabicas (Agustín Castellón Campos) (1912. március 18. – 1990. április 14.) spanyol flamencogitáros.

## Diszkográfia
- Furioso !
- Flamenco on Fire
- Flamenco Fiesta
- Queen of the Gypsies (Carmen Amayaval)
- Flamenco! (Carmen Amayaval)
- Flamenco Puro
- Rock Encounter (with Joe Beck)
- Sabicas y Escudero (Mario Escuderóval)
- Fantastic Guitars (Mario Escuderóval)
- From the Pampas to the Rio Grande (Mario Escuderóval)
- Festival Gitana (Los Trianerosszal)
- Sabicas, the greatest flamenco guitarist, Electra volumes 1-3
- El Rey de Flamenco
- Flamenco Reflections
- Flamenco!!
- Flamenco Fantasy
- Flaming Flamenco Guitar
- Flamenco Virtuoso
- Sixteen Immortal Performances
- Solo Flamenco
- The Art of the Guitar
- Tres guitarras tiene Sabicas
- Gypsy Flamenco